# Ганбаатарын Ариунбаатар
Ганбаатарын Ариунбаатар (монг. Ганбаатарын Ариунбаатар; род. 8 апреля 1988, МНР) — монгольский и российский оперный певец-баритон. Заслуженный артист Монголии и Республики Бурятия.

## Биография
С 2005 по 2010 — студент Монгольского государственного университета культуры и искусства (класс О. Ичинхорлоо).
В 2011 году победил на XXIV Международном конкурсе вокалистов имени Глинки, став лучшим баритоном конкурса и обладателем специального приза имени Павла Лисициана.
Обладатель премии «Лучший певец Монголии» (2012). В 2014 году на III Международном конкурсе вокалистов имени Муслима Магомаева в Москве завоевал первую премию. С того же года — солист Бурятского государственного академического театра оперы и балета.
В 2015 году завоевал І премию и Гран-при XV Международного конкурса имени Чайковского. За победу в конкурсе певцу присвоили почётное звание «Заслуженный артист Республики Бурятия». 31 октября 2016 года награждён орденом Чингисхана.
В марте 2025 года в Международный день театра жюри Российской оперной премии Casta Diva по итогам 2024 года объявило артиста «Певцом года» за исполнение заглавной партии в серии премьерных показов оперы «Риголетто» Дж. Верди в постановке Джанкарло Дель Монако в Большом театре, а также за «создание выразительных ролей в отечественных и зарубежных постановках» среди которых ряд ведущих партий в Мариинском театре, где певец выступает в качестве приглашённого солиста.

## Отзывы
Ганбаатар Ариунбаатар обладает насыщенным, тёмным тембром, звучным и красивым, однако его манера значительно дальше от стандартов бельканто — певец чрезвычайно перегружает звук, утяжеляет голос, пытаясь изобразить из себя драматического баритона.
— А. Матусевич